# CCDC17
CCDC17  ‏ (Coiled-coil domain containing 17) هوَ بروتين يُشَفر بواسطة جين CCDC17  في الإنسان.